# Saint-Rogatien
Cet article concerne une commune française. Pour un saint catholique, frère de Donatien de Nantes, voir Saint Donatien de Nantes.
Saint-Rogatien [sɛ̃ ʁɔɡasjɛ̃] est une commune du Sud-Ouest de la France située dans le département de la Charente-Maritime, en région Nouvelle-Aquitaine.
Ses habitants sont appelés les Régatiens et les Régatiennes .

## Géographie

### Communes limitrophes
| Périgny |                | Montroy  |
|         | Saint-Rogatien |          |
| Aytré   | La Jarne       | Clavette |

### Hameaux et lieux-dits
Outre le bourg, la commune comprend notamment le domaine de Casse-Mortier et une partie du village de Pommerou, partagé avec la commune de Clavette.

## Urbanisme

### Typologie
Au 1er janvier 2024, Saint-Rogatien est catégorisée ceinture urbaine, selon la nouvelle grille communale de densité à 7 niveaux définie par l'Insee en 2022.
Elle appartient à l'unité urbaine de Saint-Rogatien, une unité urbaine monocommunale constituant une ville isolée,. Par ailleurs la commune fait partie de l'aire d'attraction de La Rochelle, dont elle est une commune de la couronne,. Cette aire, qui regroupe 72 communes, est catégorisée dans les aires de 200 000 à moins de 700 000 habitants,.

### Occupation des sols
L'occupation des sols de la commune, telle qu'elle ressort de la base de données européenne d’occupation biophysique des sols Corine Land Cover (CLC), est marquée par l'importance des territoires agricoles (83,2 % en 2018), en diminution par rapport à 1990 (90,6 %). La répartition détaillée en 2018 est la suivante : 
terres arables (83,2 %), zones urbanisées (16,8 %). L'évolution de l’occupation des sols de la commune et de ses infrastructures peut être observée sur les différentes représentations cartographiques du territoire : la carte de Cassini (XVIIIe siècle), la carte d'état-major (1820-1866) et les cartes ou photos aériennes de l'IGN pour la période actuelle (1950 à aujourd'hui).

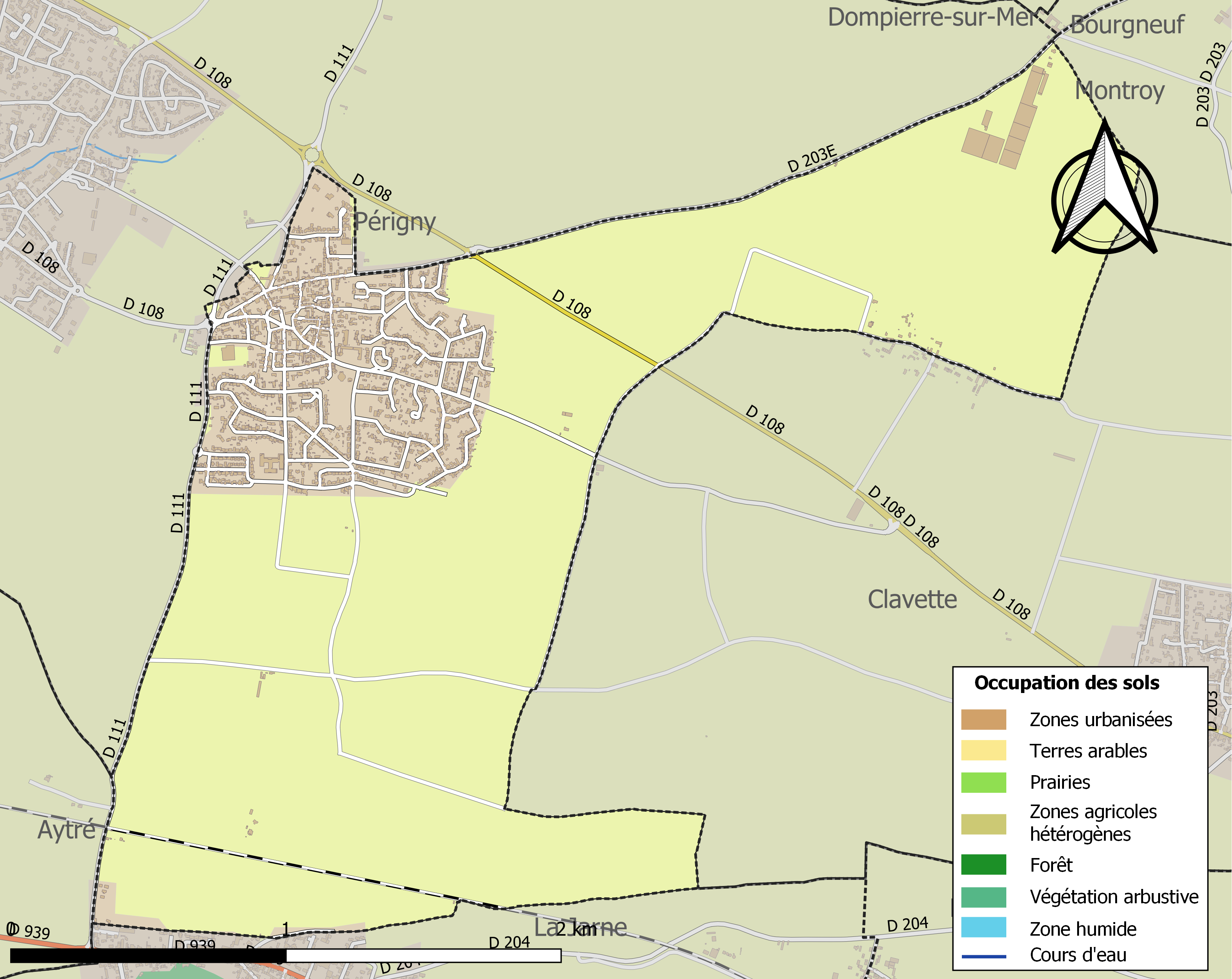
Carte des infrastructures et de l'occupation des sols de la commune en 2018 (CLC).

### Risques majeurs
Le territoire de la commune de Saint-Rogatien est vulnérable à différents aléas naturels : météorologiques (tempête, orage, neige, grand froid, canicule ou sécheresse), inondations et séisme (sismicité modérée). Il est également exposé à un risque technologique,  le transport de matières dangereuses. Un site publié par le BRGM permet d'évaluer simplement et rapidement les risques d'un bien localisé soit par son adresse soit par le numéro de sa parcelle.

#### Risques naturels
Certaines parties du territoire communal sont susceptibles d’être affectées par le risque d’inondation par débordement de cours d'eau, notamment l'étier de Maubert. La commune a été reconnue en état de catastrophe naturelle au titre des dommages causés par les inondations et coulées de boue survenues en 1982, 1993, 1999 et 2010,.
Par ailleurs, afin de mieux appréhender le risque d’affaissement de terrain, l'inventaire national des cavités souterraines permet de localiser celles situées sur la commune.
Concernant les mouvements de terrains, la commune a été reconnue en état de catastrophe naturelle au titre des dommages causés par des mouvements de terrain en 1999 et 2010.

#### Risques technologiques
Le risque de transport de matières dangereuses sur la commune est lié à sa traversée par une ou des infrastructures routières ou ferroviaires importantes ou la présence d'une canalisation de transport d'hydrocarbures. Un accident se produisant sur de telles infrastructures est susceptible d’avoir des effets graves sur les biens, les personnes ou l'environnement, selon la nature du matériau transporté. Des dispositions d’urbanisme peuvent être préconisées en conséquence.

## Toponymie
Le nom de la commune provient de Rogatien de Nantes, à qui la paroisse avait été dédiée.

## Administration

### Liste des maires
| Période                                  | Période  | Identité       | Étiquette     | Qualité |
| ---------------------------------------- | -------- | -------------- | ------------- | --- |
| 1959                                     | 2008     | Josy Moinet    | PRG           | Cadre Sénateur de la Charente-Maritime (1973 → 1989) Conseiller général du canton d'Aigrefeuille-d'Aunis (1973 → 1992) Président du conseil général de la Charente-Maritime (1976 → 1982) |
| 2008                                     | 2020     | Jacques Leget  | PRG           | Retraité |
| 2020                                     | En cours | Didier Larelle | non renseigné | Retraité |
| Les données manquantes sont à compléter. |          |                |               | |

## Population et société

### Démographie
L'évolution du nombre d'habitants est connue à travers les recensements de la population effectués dans la commune depuis 1793. Pour les communes de moins de 10 000 habitants, une enquête de recensement portant sur toute la population est réalisée tous les cinq ans, les populations de référence des années intermédiaires étant quant à elles estimées par interpolation ou extrapolation. Pour la commune, le premier recensement exhaustif entrant dans le cadre du nouveau dispositif a été réalisé en 2005.

En 2022, la commune comptait 2 394 habitants, en évolution de +9,47 % par rapport à 2016 (Charente-Maritime : +4,04 %, France hors Mayotte : +2,11 %).
| 1793 | 1800 | 1806 | 1821 | 1831 | 1836 | 1841 | 1846 | 1851 |
| ---- | ---- | ---- | ---- | ---- | ---- | ---- | ---- | ---- |
| 411  | 299  | 362  | 436  | 448  | 449  | 467  | 470  | 506  |

| 1856 | 1861 | 1866 | 1872 | 1876 | 1881 | 1886 | 1891 | 1896 |
| ---- | ---- | ---- | ---- | ---- | ---- | ---- | ---- | ---- |
| 456  | 490  | 479  | 464  | 515  | 514  | 389  | 355  | 375  |

| 1901 | 1906 | 1911 | 1921 | 1926 | 1931 | 1936 | 1946 | 1954 |
| ---- | ---- | ---- | ---- | ---- | ---- | ---- | ---- | ---- |
| 323  | 324  | 339  | 303  | 293  | 299  | 309  | 303  | 296  |

| 1962 | 1968 | 1975 | 1982 | 1990  | 1999  | 2005  | 2006  | 2010  |
| ---- | ---- | ---- | ---- | ----- | ----- | ----- | ----- | ----- |
| 303  | 309  | 557  | 753  | 1 272 | 1 805 | 1 803 | 1 808 | 1 920 |

| 2015  | 2020  | 2022  | - | - | - | - | - | - |
| ----- | ----- | ----- | - | - | - | - | - | - |
| 2 197 | 2 425 | 2 394 | - | - | - | - | - | - |

## Culture locale et patrimoine

### Lieux et monuments

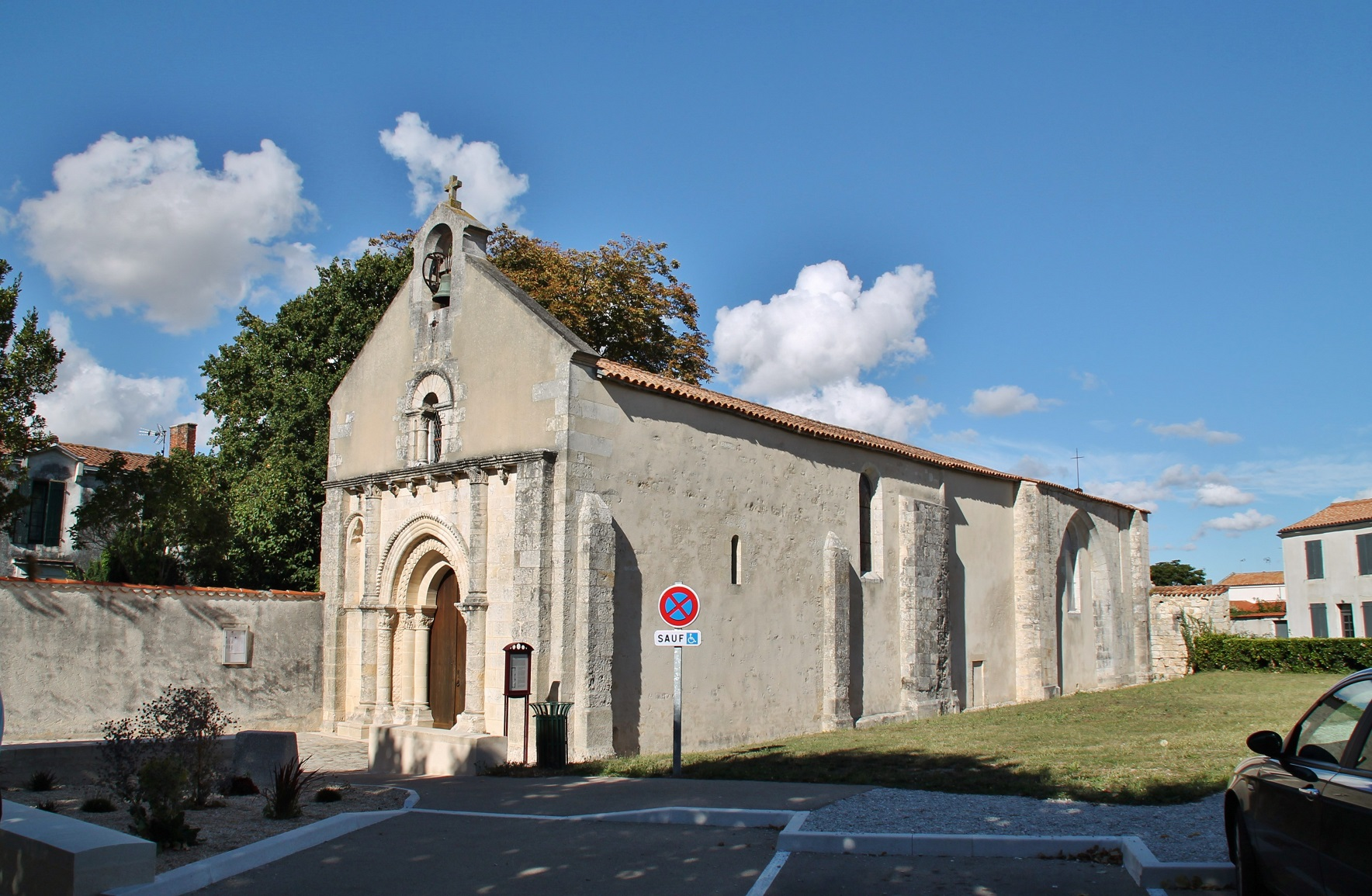
Église Saint-Rogatien-Saint-Donatien.

Église Saint-Rogatien-Saint-Donatien
- Dates : XIIe siècle, fin du Moyen Âge et XIXe siècle
- Construction : calcaire

Cette église dédiée à deux martyrs nantais, partiellement détruite lors des guerres de Religion, conserve son portail roman et une niche gothique trilobée. Le chœur est reconstruit en grande partie à la fin du Moyen Âge. Une mesure dîmière du XVe ou XVIe siècle, en granit, est utilisée comme bénitier. En 1871, la façade est surmontée d'un campanile où une nouvelle cloche est installé. En 1884, un projet de restauration est ébauché, qui n'aboutit pas. En 1987, la façade est restaurée, la partie ouest affaiblie par les intempéries consolidée (façade occidentale ISMH 1925).

### Personnalités liées à la commune
- Josy Moinet (1929 - 2018) y est né et en a été maire de 1959 à 2008.